# Prosekia galapagensis
Prosekia galapagensis is een pissebed uit de familie Philosciidae. De wetenschappelijke naam van de soort is voor het eerst geldig gepubliceerd in 1960 door Andersson.